# Châtel-Gérard
Châtel-Gérard es una localidad y comuna francesa situada en la región de Borgoña, departamento de Yonne, en el distrito de Avallon y cantón de Noyers.

## Demografía
| 658 | 661 | 624 | 629 | 570 | 646 | 572 | 650 | 563 | 560 | 579 | 555 | 541 | 524 | 487 | 490 | 462 | 456 | 490 | 449 | 407 | 425 | 419 | 435 | 450 | 451 | 422 | 394 | 306 | 307 | 286 | 253 | 250 |
| Para los censos de 1962 a 1999 la población legal corresponde a la población sin duplicidades (Fuente: INSEE [Consultar]) |     |     |     |     |     |     |     |     |     |     |     |     |     |     |     |     |     |     |     |     |     |     |     |     |     |     |     |     |     |     |     |     |

Gráfico de evolución de la población.

## Monumentos

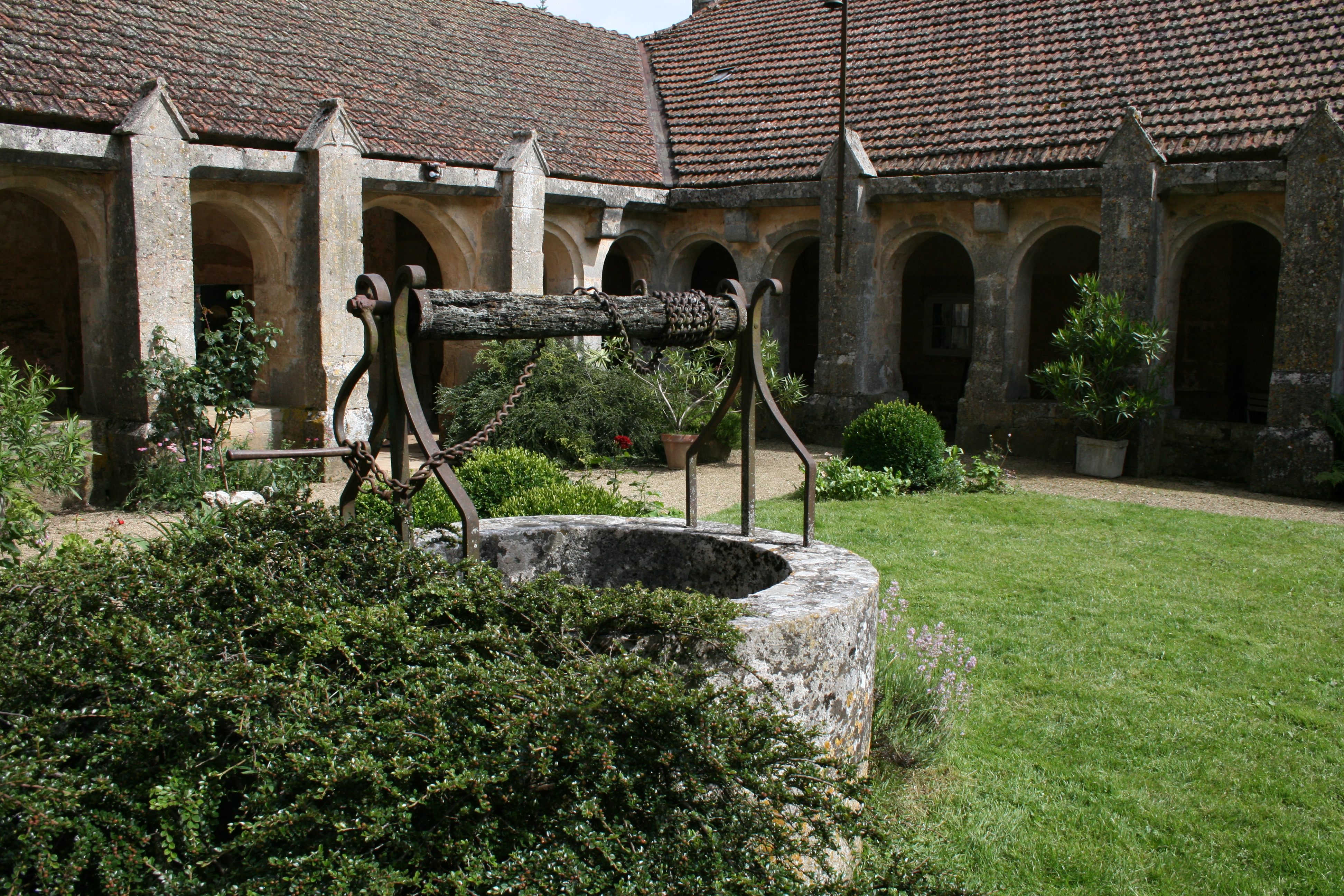
Priorato de Vausse
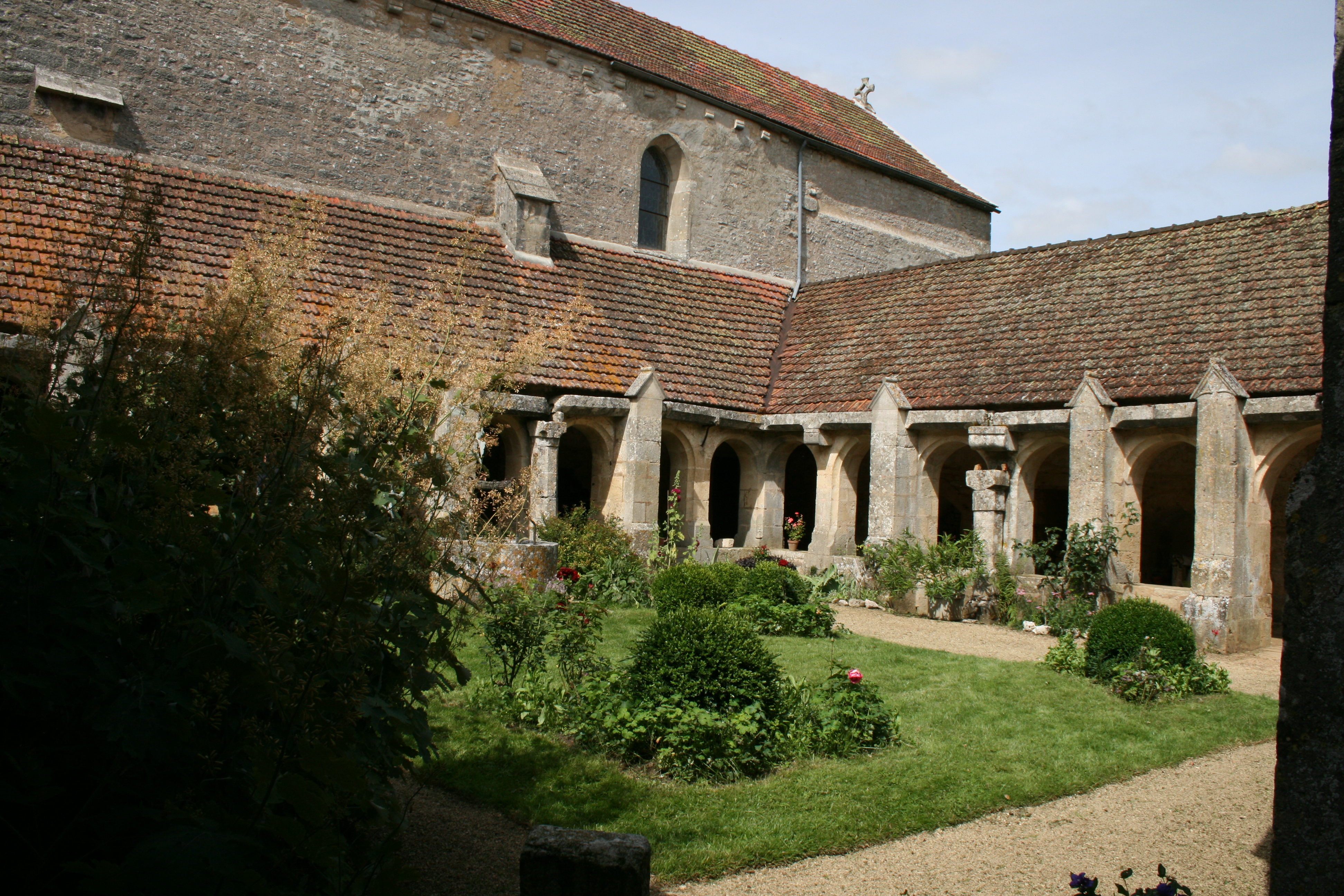
Priorato de Vausse
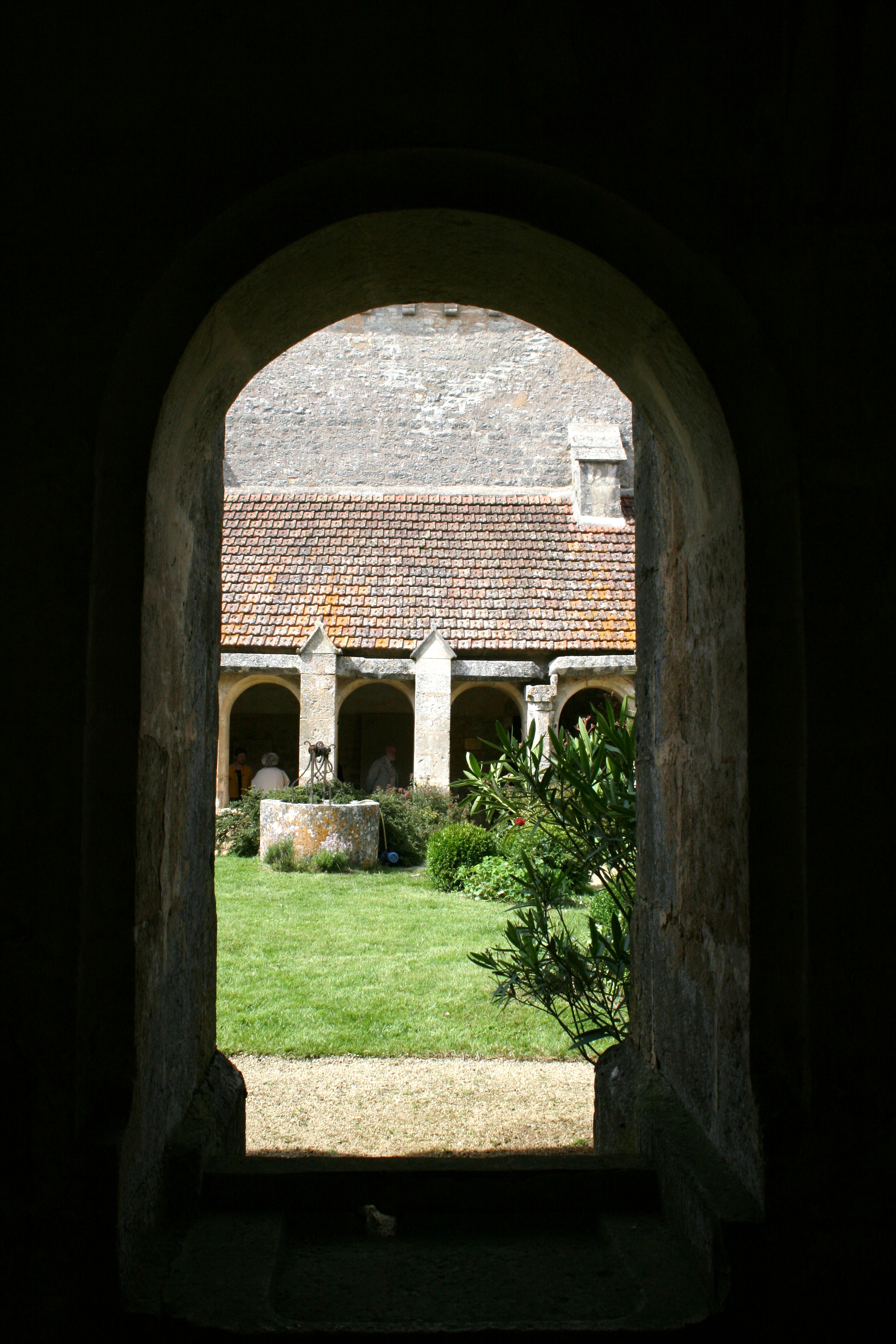
Priorato de Vausse